# Vernou-en-Sologne
Vernou-en-Sologne é uma comuna francesa na região administrativa do Centro, no departamento Loir-et-Cher. Estende-se por uma área de 49,36 km². Em 2010 a comuna tinha 632 habitantes (densidade: 12,8 hab./km²).